# Agar e Ismaele nel deserto
Agar e Ismaele nel deserto è un dipinto realizzato nel 1732 da Giambattista Tiepolo. Noto anche col titolo Agar nel deserto confortata dall'angelo , è conservato a Venezia nella Scuola Grande di San Rocco.

## Descrizione
Il dipinto fa parte di una coppia di tele che Tiepolo eseguì contemporaneamente: Agar e Ismaele nel deserto e Abramo e gli angeli, entrambe conservate presso la scuola di San Rocco. Vi è connessione tra le due opere sia nel racconto biblico che raffigurano, sia nelle misure che sono identiche.
L'episodio descritto questo dipinto proviene dalla Genesi ai capitoli 16 e 21. Agar, schiava di Abramo, dopo essere stata allontanata con il figlio Ismaele, viene chiamata da un angelo: "  Ma Dio udì la voce del fanciullo e un angelo di Dio chiamò Agar dal cielo e le disse: «Che hai, Agar? Non temere, perché Dio ha udito la voce del fanciullo là dove si trova. Alzati, prendi il fanciullo e tienilo per mano, perché io ne farò una grande nazione». Dio le aprì gli occhi ed essa vide un pozzo d'acqua. "
L'opera rivela la fantasiosa esecuzione dell'artista che oltre a riempire la tela dei tre personaggi senza lasciare spazio agli ambienti, se non per il verde lussureggiante sul lato destro, mostra di possedere un uso personale del colore. La tela è collegabile al dipinto Adorazione del Bambino, di piccole proporzioni, conservato presso la sagrestia dei canonici della Basilica di San Marco.